# Apoxteca
Apoxteca är en ort i Mexiko.   Den ligger i kommunen Texhuacán och delstaten Veracruz, i den sydöstra delen av landet, 240 km öster om huvudstaden Mexico City. Apoxteca ligger 1 453 meter över havet och antalet invånare är 135.
Terrängen runt Apoxteca är bergig österut, men västerut är den kuperad. Runt Apoxteca är det ganska tätbefolkat, med 199 invånare per kvadratkilometer. Närmaste större samhälle är Zongolica, 5,8 km norr om Apoxteca. I omgivningarna runt Apoxteca växer huvudsakligen savannskog.